# 淡水太子廟
25°12′02″N 121°25′49″E / 25.200520°N 121.430222°E
淡水太子廟，又名崁頂太子廟，是位於臺灣新北市淡水區淡海新市鎮崁頂里的哪吒廟，在興建淡海新市鎮一期時獲得保留。

## 歷史沿革

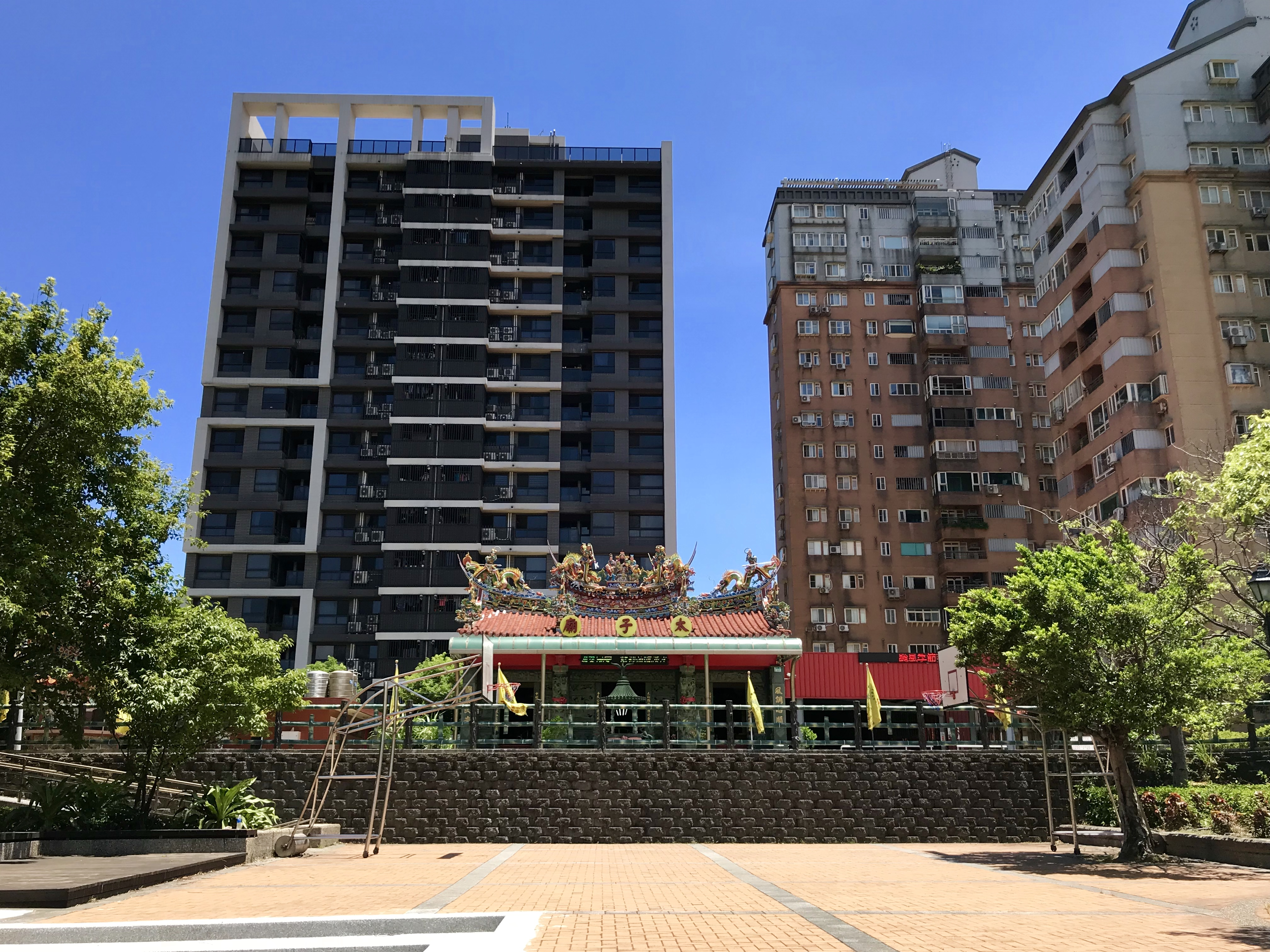
廟身

建廟緣由是1960年時，數名民眾在淡水田仔寮溝拾獲中壇元帥神像，因而在崁頂里供奉。一名善心人士無償提供土地，邀集仕紳興建廟宇供奉，並配祀觀音菩薩、福德正神等神尊，成為當地宗教信仰中心。1963年建廟，廟又名「崁頂太子廟」。
廟身原本朝向東南方，正對觀音山。1991年，內政部營建署發布實施淡海新市鎮一期計畫，廟所在處納入區段徵收範圍，居民遂發起抗爭。當時因地籍資料並未完成移轉，原地主領走了區段徵收補償費，導致廟地變為公有地。類似狀況則有北投里福德宮，導致日後發生爭紛。營建署考量像是淡水太子廟、淡水平安宮、淡水行忠宮等廟宇設立多年，便先將廟宇占用的公有地劃為保護區。經協調，淡水太子廟可用當時公告現值標購505坪土地，總價新台幣2200萬元。營建署並以此廟為中心，興建第一批一千八百九十戶的國宅，其中六百五十戶用於安置地主，餘則用以安置低收入戶。崁頂里因無活動中心，里內活動都依賴廟作場所。
1994年5月13日，營建署都計組長郭健民在淡水太子廟與居民協商，答應土地公廟與有應公廟遷至此廟附近的公園預定地內，原址則規劃為建地。1995年農曆過年前，淡海新市鎮第一期示範區除淡水太子廟、大營公廟等廟宇外，其他建物已被夷平。被拆的公司田溪橋的一塊石板曾放在此廟內，後由營造商林昆志擲杯請示神意獲允杯，物歸原處。
1998年11月3日晚上，電影《條子阿不拉》的攝影團隊在此廟前面拍攝大型爆破場景。次年，廟一旁的淡海新市鎮第一期國宅新大樓完工後，廟方發現廟門正好被大樓擋住，幾經商議後決定轉向南面正對新市鎮公園的方向，於是委由嘉義一名王姓工程業者移廟，於該年6月5日下午3時正式移向，淡水鎮長郭哲道、立委郭素春、縣議員呂子昌等人剪綵。

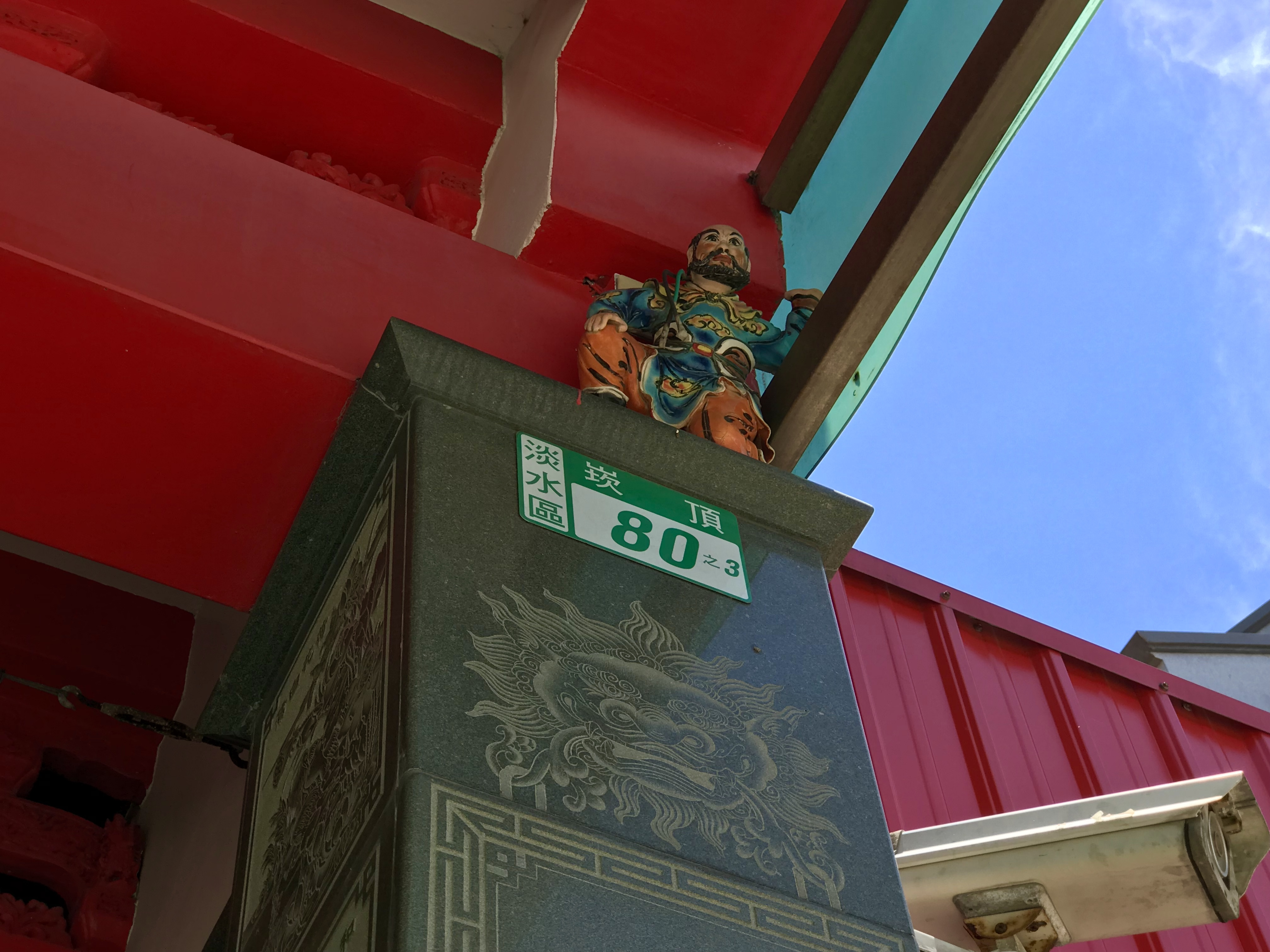
門牌為崁頂80之3號。

重劃後，各廟信徒流失，影響了廟方買回土地的能力。廟委總幹事盧春安表示，2013年簽約支付1600萬元買地，剩餘600萬元會分六期償還，因無力負擔，會以勸募方式邀信眾共襄盛舉，並說土地本來就不屬於他們的，買回合情合理，沒有怨言。
廟方因多次捐贈物資給淡水區公所的食物銀行幫助弱勢，而獲淡水區長巫宗仁代表市長侯友宜贈送「護國佑民」匾。